# Henryk Pachulski
Henryk Pachulski   (Łazy, Lublin Voivodeship, 16 d'octubre de 1859 - Moscou, 2 de març de 1921), rus: Генрих Альбертович Пахульский, Guénrikh Albértovitx Pakhulski, fou un pianista i compositor polonès, nacionalitzat rus. Va rebre la seva educació musical a Varsòvia i Moscou, on fou nomenat professor del conservatori el 1886. Entre les seves obres hi ha una Fantasie, per a piano i orquestra: diversos estudis de concert per a piano, melodies vocals, una Suite d'orchestre, diferents transcripcions per a piano a dues i quatre mans de les obres de Txaikovski, etc.